# Železniční trať Sarajevo–Ploče
Železniční trať Sarajevo–Ploče (bosensky/chorvatsky Željeznička pruga Sarajevo–Ploče) spojuje metropoli Bosny a Hercegoviny Sarajevo s jaderským přístavem Ploče v ústí řeky Neretvy. Jejím údolím je také v horském terénu vedena.
Trať má celkovou délku 194,6 km; na území Bosny a Hercegoviny je evidována jako trať č. 11 a na území Chorvatska je evidována jako trať č. M304. Byla vybudována jako jednokolejná. Nachází se na ní celkem 27 stanic; 71 mostů o celkové délce 3,7 km, 106 tunelů o celkové délce 36,6 km (nejdelší tunel o délce 3,223 km). Trať je elektrifikována s napětím 25 kV, 50 Hz.
Trať slouží především pro nákladní dopravu vzhledem k tomu, že zajišťuje spojení metropole a ekonomického centra Bosny a Hercegoviny s Jaderským mořem. Patří ke klíčovým tratím bosenské železniční sítě; zajišťuje spojení továren v údolí řeky Bosny (např. oceláren v Zenici) s mořským přístavem.

## Historie

### Rakousko-Uhersko
Trať byla vybudována poté, co na Berlínském kongresu bylo rozhodnuto o předání Bosny a Hercegoviny pod rakousko-uherskou správu. Vídeň se rozhodla modernizovat zaostalou balkánskou zemi, což znamenalo výstavbu moderní infrastruktury, a tedy železnic. V Osmanské říši se železniční tratě budovaly jen velmi pomalu, a mnohdy až pod nátlakem evropských mocností.

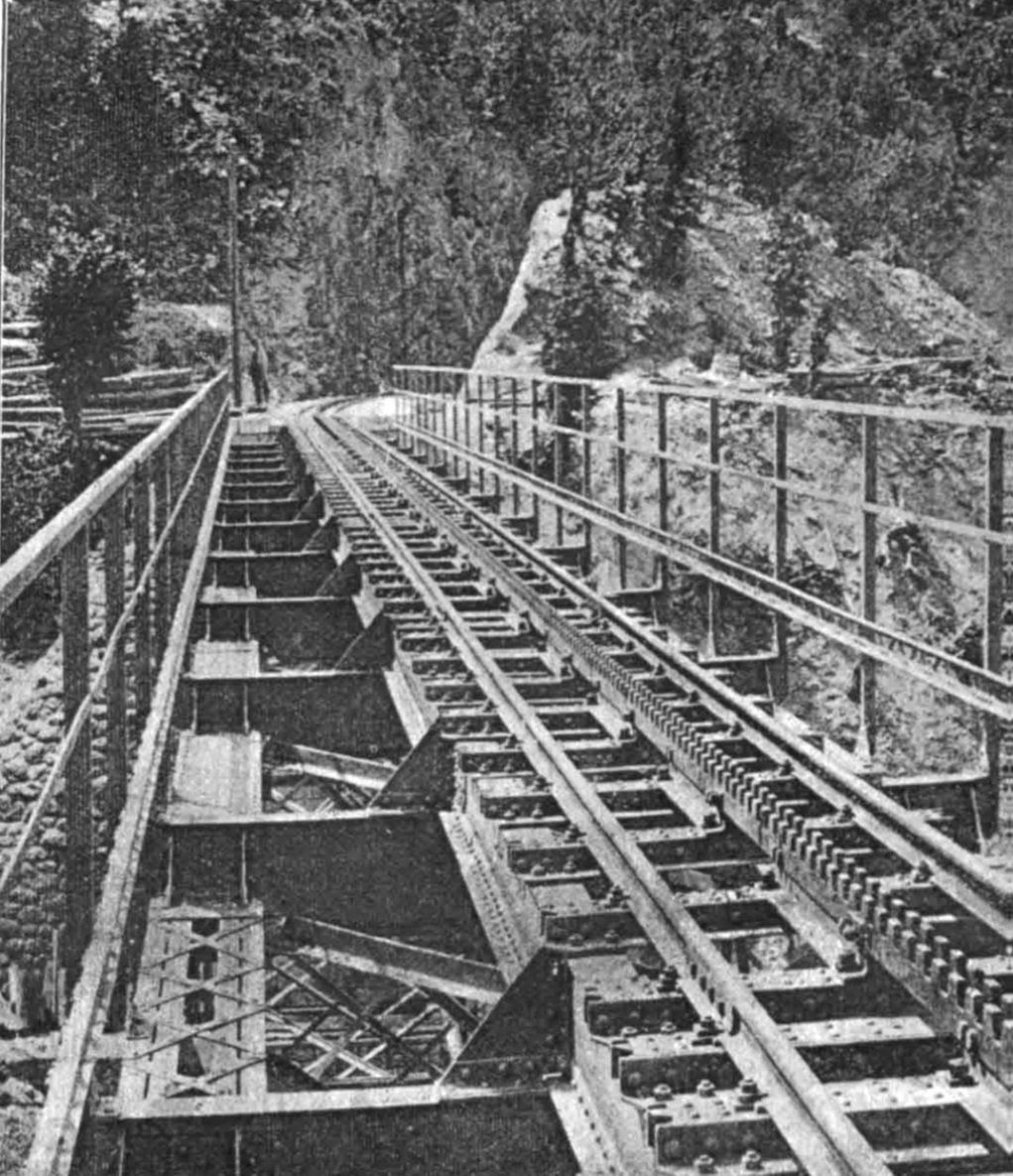
Ozubnice na úseku úzkorozchodné trati v dobách existence Rakousko-Uherska

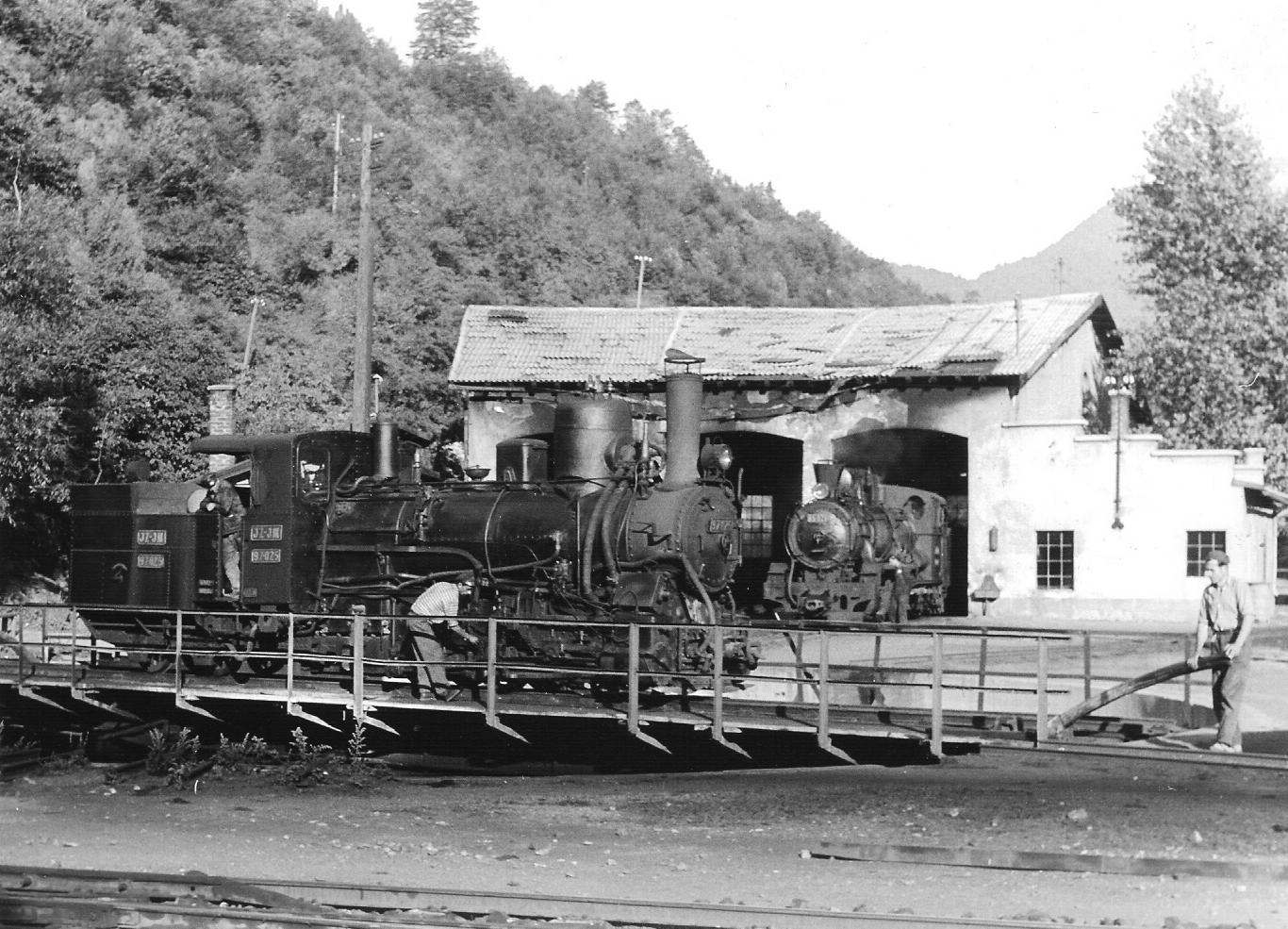
Speciální parní lokomotivy používané na ozubnicové části trati

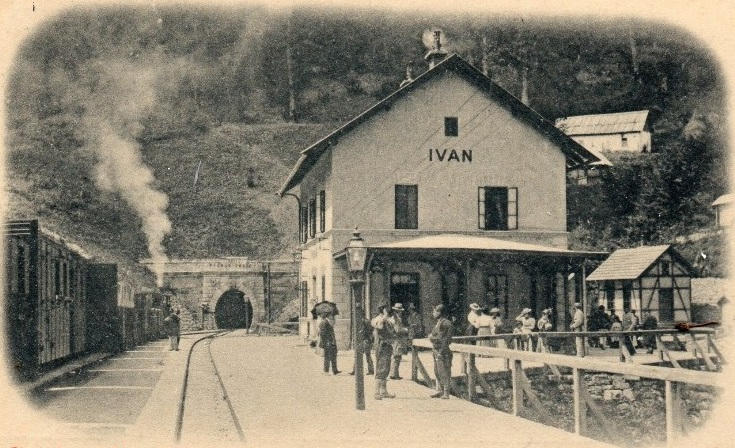
Stanice u Ivan planiny s tunelem okolo roku 1900

Trať byla budována nikoliv pod vlivem hospodářských, nýbrž vojenských okolností. Zajistit rychlé spojení největšího bosenského města Sarajeva s Jaderským mořem bylo klíčovým cílem Rakousko-uherské vlády. Vzhledem k těžkému terénu byla trať budována jako úzkorozchodná, s rozchodem kolejí 760 mm.
Nejprve však bylo nezbytné zajistit spojení samotného Sarajeva se zbytkem rakousko-uherské železniční sítě. Proto nejprve byla budována trať Bosanski Brod–Sarajevo a trať Banja Luka–Sarajevo přes Travnik a Jajce. Kromě toho byla stavěna i trať údolím řeky Uny. Napojení Bosny a Hercegoviny na rakousko-uherskou železniční síť se stalo předmětem ostrých debat mezi Němci a Maďary v rakousko-uherských politických institucích, předně z obav, že ta či ona část mocnářství získá lepší dopravní spojení, a tedy i výhodu oproti té druhé ve vzájemném obchodu a ekonomickém vlivu. Maďaři, kteří byli proti výstavbě železniční trati po dalmatském pobřeží si vymínili stavbu trati bosenským vnitrozemím, a to i přes to, že řeka Neretva byla zcela nespoutaná a terén údolí pro výstavbu trati náročný.
V roce 1879 byla budoucí trať zaměřována a roku 1884 byla zahájena výstavba prvního úseku z Metkoviće do Mostaru. Zásobování stavebními materiály však bylo více než náročné, neboť se vše muselo vozit lodí do přístavu Metković. Nejtěžší částí stavebních prací byla výstavba devatenáctikilometrového úseku trati v kaňonu Neretvy mezi vesnicí Buna a městem Čapljina. V obavách, aby při povodni řeka trať nezničila, byl celý úsek vybudován na vysokém náspu o šířce 3 m. Jednotlivé tunely, které byly na trati proraženy, byly budovány v šířce 3,3 m a výšce 3,1 m. Po trati mohlo projet 30 vlaků za 24 hodin rychlostí do 18 km/h. Zatáčky měly poloměr oblouků 100 m. Díky trati se podařilo město Metković přebudovat do podoby moderního jaderského přístavu.
Úsek z Mostaru do města Konjic pokračoval v údolí řeky Neretvy a v rámci něj vznikla řada podezdívek, tunelů a mostů. Technická náročnost této části trati znamenala zvýšené náklady na výstavbu. Od Konjice do Sarajeva měla trať překonat výškový rozdíl 600 m na vrchu Ivan planina. Zde byl také vyražen 678 m dlouhý tunel. V některých částech této trati dosahoval sklon až 60 promile, a vlaky musely táhnout speciální parní lokomotivy.
V některých úsecích měla trať charakter ozubnicové dráhy. Ta byla v provozu až do roku 1931.
Celková délka trati z Metkoviće do Sarajeva činila tehdy 177,64 km. Náklady na její výstavbu dosáhly výše 19,9 mil. rakousko-uherských korun. Výstavba probíhala ve čtyřech etapách:
- Metković – Mostar, 43,678 km, otevřena 14. ledna 1885
- Mostar – Ostrožac, 65,315 km, otevřena 22. srpna 1888
- Ostrožac – Konjic, 13,030 km, otevřena 10. listopadu 1889
- Konjic – Sarajevo, 55,432 km, otevřena 1. srpna 1891

### Meziválečná Jugoslávie

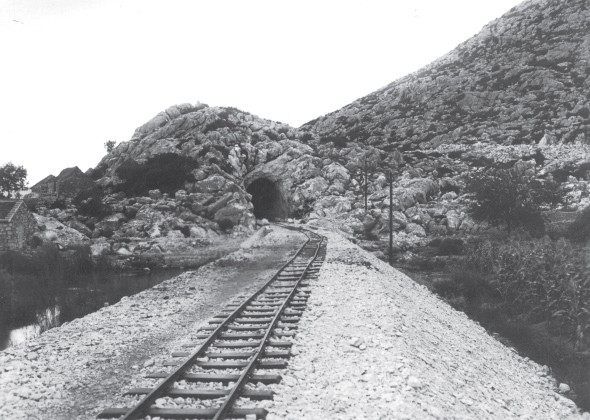
Trať v úseku Rogotin – Ploče v roce 1941

Nový tunel, který byl otevřen roku 1931

Po rozpadu Rakousko-Uherska se cílem jugoslávské vlády stalo lepší propojení především jižních částí země, do kterých patřila i Bosna a Hercegovina. Proto byla zahájena modernizace trati. Na úseku mezi stanicemi Raštelica a Pazarić byl vybudován pod vrchem Ivan planina nový tunel v délce 3223 m, který již byl připraven pro úpravu tratě na normální rozchod kolejí. Zbytek celé trati však zůstal úzkorozchodný. Na původní trase byl provoz přerušen dne 9. dubna 1931. Přestože se mělo jednat o úsek, který měl odstranit kapacitní omezení tratě, sám o sobě se nakonec ukázal být úzkým hrdlem. Kapacita trati tak zůstala omezena na 1 000 000 tun zboží ročně, navíc vzhledem k technickým a ekonomickým možnostem jugoslávského království byla zbudována značně pod potřebným standardem pro tratě svého typu. Ještě v dnešní době je proto nezbytné, aby v úseku Raštelica–Pazarić byly zapřahovány posilové lokomotivy.
Cílem jugoslávské vlády bylo zajistit spojení z Bělehradu přes Sarajevo k Jaderskému moři. Vzhledem ke kapacitním možnostem přístavu v Metkovići, které již ve 20. letech byly nedostačující, padlo rozhodnutí původní trať prodloužit až do přístavu Ploče. Ještě předtím ale probíhala diskuze o tom, kde bude moderní přístav zbudován; padaly různé návrhy, jako např. Klek, či Neum. Vybudování přístavu v Ploče prosadila nakonec Sarajevská obchodní a řemeslná komora. Kvůli neustálým politickým sporům však docházelo k neustálému odkládání výstavby trati. Samotná trať byla ve finální podobě do Ploče navržena až roku 1936. Díky tomu se trať prodloužila jižním směrem o 5 stanic, čtyři mosty a pět tunelů.

### Druhá světová válka
Do konce roku 1940 bylo dokončeno 80 % terénních prací na násypech, pět tunelů a dvacet sedm budov. Stavební práce nicméně přerušila válka, která vypukla v Jugoslávii v dubnu 1941.
Dokončení trati zafinancovala nakonec roku 1942 italská vláda, která chápala význam trati v oblasti, která spadala pod její okupační správu. Po kapitulaci Itálie převzala kontrolu nad tratí německá okupační správa. Kvůli bojovým střetům s partyzány však byla celá trať částečně poškozena. Po skončení konfliktu byly zahájeny práce na obnově trati a první vlaky začaly od pobřeží do metropole Bosny a Hercegoviny jezdit pravidelně od 15. července 1945.

### Socialistická Jugoslávie

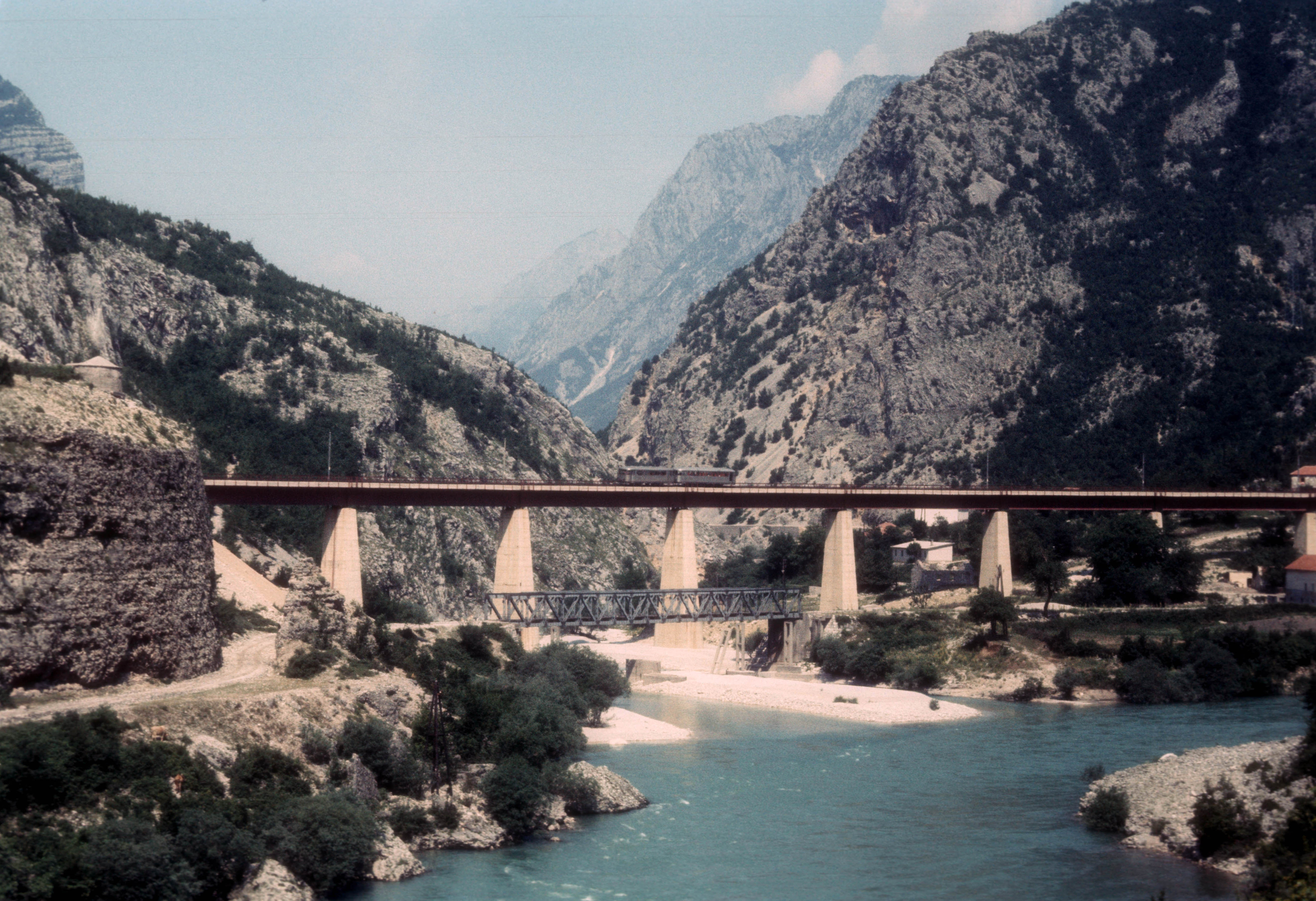
Trať v roce 1974. Po mostu trati projíždí motorový vůz 812

Když se v Jugoslávii dostali komunisté po skončení války k moci, stál před nimi velký úkol obnovy země po ničivém konfliktu. Kromě něj si však za cíl dali i zvýšení průmyslové výroby v celé Jugoslávii, především v oblasti Bosny a Hercegoviny. Rovněž bylo nezbytné zajistit sjednocení rozchodu kolejí všech tratí a zvýšení kapacity pro nákladní i osobní dopravu. Protože se jugoslávskému státu nedostávalo ani mechanizace, ani pracovních sil, vyhlásila tehdejší vláda pracovní akce mládeže, kdy měla dobrovolnická masa lidí pomáhat s budováním infrastruktury. Trať Sarajevo–Ploče byla za pomocí těchto brigád zmodernizována. Nejtěžší stavební práce probíhaly v oblasti vrcholu Ivan planina. Jak obejít a nebo překonat danou horu řešila řada studií, která navrhla celkem 13 možností výstavby nového úseku. Nakonec však nebylo přijato žádné nové řešení úseku a počítalo se pouze s užíváním tunelu, který vznikl v meziválečném období. Rozvoj trati a její obnova byly začleněny do druhého pětiletého plánu (1957–1961).
Stavební práce byly na trati zahájeny roku 1958, nicméně pouze na úseku Bradina–Konjic, neboť se jugoslávské vládě nedostávalo dostatek finančních prostředků k obnově celé trati. Až v letech 1961–1964 zasáhla výstavba celou délku trati. V rámci stavebních prací byla trať elektrizována, upravena na normální rozchod koleje 1435 mm a zaveden byl autoblok. V letech 1964–1965 byly již hotovy práce na 75 % trati, a o rok později byla upravena zbývající čtvrtina. Poslední úzkorozchodný vlak projel po trati 6. listopadu 1966.
Nová železniční trať byla zprovozněna dne 1. prosince 1966, nicméně nebylo dokončeno ještě trolejové vedení, takže v provozu zůstávaly dieselové lokomotivy. Teprve až v květnu 1969 mohly na trať vyjet první elektrické lokomotivy. Stavební práce byly ukončeny teprve až roku 1972 v souvislosti s montáží zabezpečovacího zařízení. Celková cena za novou trať dosáhla hodnoty 1,149 miliard jugoslávských dinárů. Vzhledem k nízké hustotě železniční sítě na území Bosny a Hercegoviny představovala 24 % celkové sítě; 60 % pracovních sil sarajevského ředitelství JŽ bylo vázáno na tuto trať, stejně jako 65 % příjmů ŽTP Sarajevo. Ve své době se jednalo o nejmodernější trať v SFRJ. Předpokládalo se, že trať bude sloužit pro zásobování zbožím Sarajeva, severní a střední Bosny, ale také i Sremu a až do dokončení trati Bělehrad–Bar i Vojvodiny a části centrálního Srbska.
Díky modernizaci trati se podařilo značně zvýšit především nákladní provoz. Již roku 1969 dosáhl obrat nákladu na nádraží v Ploče 1,03 milionů tun, a roku 1971 dvojnásobek; roku 1977 2,86 milionů tun, roku 1987 3,61 milionů tun. Vzhledem k rozvoji silniční dopravy však klesalo využití trati pro osobní dopravu. Zatímco roku 1969 z nádraží v Ploče odcestovalo 482 tisíc cestujících, roku 1971 to bylo již 384 tisíc, v roce 1977 296 tisíc a roku 1987 jen 173 tisíc lidí. Modernizován byl i přístav v Ploče tak, aby kapacitně odpovídal nové trati.

### Nezávislá Bosna a Hercegovina

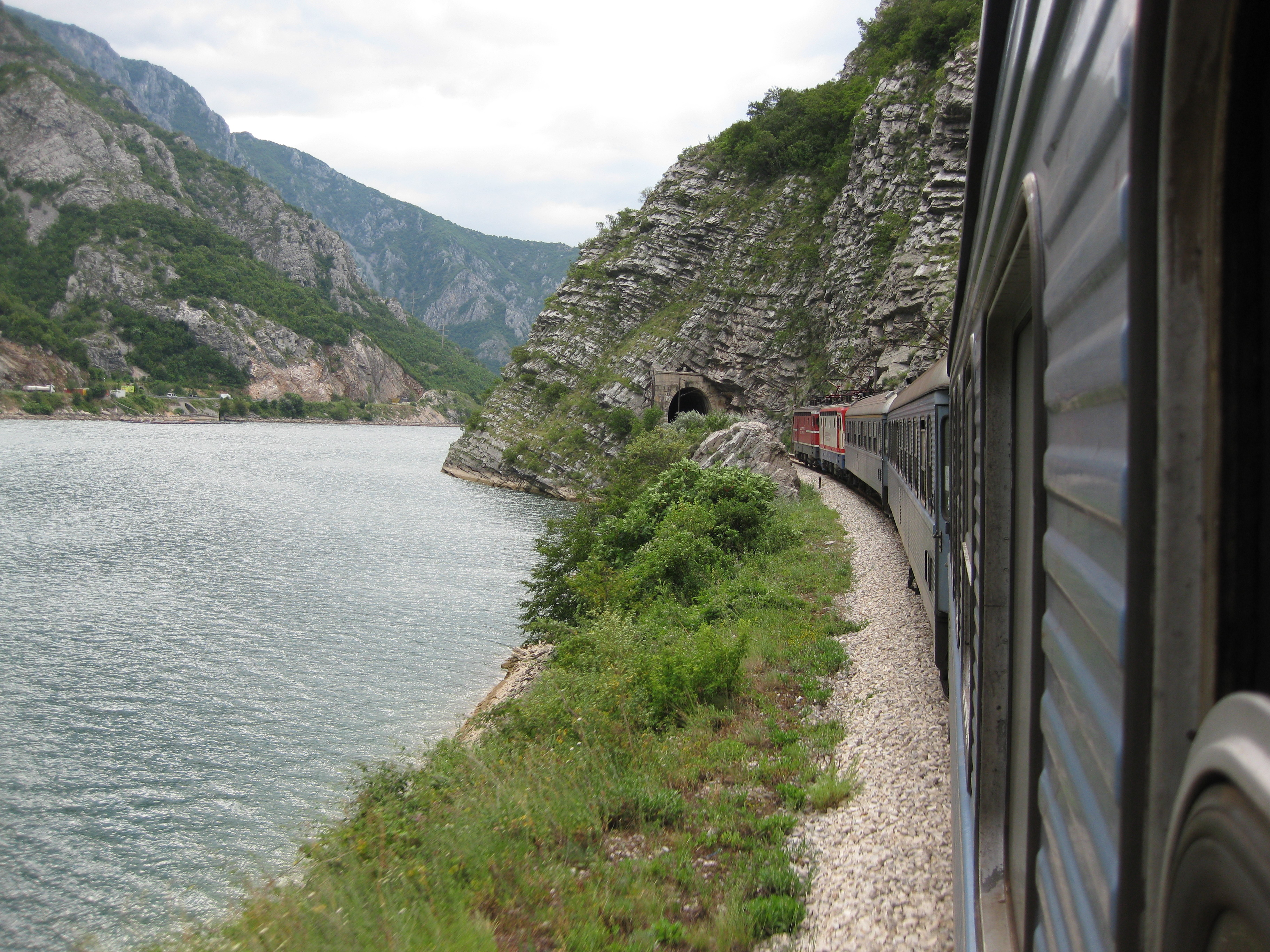
Současný pohled na trať

Po vypuknutí války v roce 1992 byla železniční doprava ve většině Bosny a Hercegoviny přerušena. Samotná trať procházela jednou z mála oblastí, kde konflikt po velmi dlouhou dobu neprobíhal. Nákladní doprava se odvíjela nicméně v mnohem menším objemu, než tomu bylo v dobách existence Jugoslávie, především kvůli rozpadu celojugoslávského hospodářství a ztrátě odběratelů. Po skončení konfliktu bylo množství zboží přepravované v přístavu Ploče a po trati do Sarajeva značně nižší; roku 2012 dosáhlo hodnoty 1,118 milionů tun. Kvůli technickému stavu trati je maximální povolená rychlost na trati 70 km/h na území Bosny a Hercegoviny, a 100 km/h na území Chorvatska.
V roce 2015 byl po 128 letech přerušen provoz přímých osobních vlaků ze Sarajeva do Ploče. Provoz zůstal zachován pro osobní dopravu pouze v úsecích Ploče-Metković na chorvatské a Sarajevo-Čapljina na bosenské straně. Od sezóny 2022 se vrací alespoň sezónní turistický provoz na relaci Sarajevo-Ploče v období červenec-září se 3 páry vlaků ŽFBiH týdně (pátek, sobota, neděle), který slouží především rekreantům ze Sarajeva k jedno- či více-denním cestám k moři.

## Stanice
- Sarajevo
- Alipašin most
- Blažuj
- Binježevo
- Hadžići
- Zovik
- Pazarić
- Tarčin
- Raštelica
- Bradina
- Plješevac
- Grad
- Ovčari
- Konjic
- Čelebić
- Ostrožac
- Jablanica grad
- Jablanica n/N
- Grabovica
- Drežnica stara
- Drežnica
- Raška gora
- Raštani
- Mostar
- Mostar teretna
- Bačevići
- Žitomislići
- Kručevići
- Šurmanci
- Čapljina
- státní hranice Bosny a Hercegoviny – Chorvatska
- Metković
- Kula Norinska
- Krvavac
- Opuzen
- Komin
- Banja
- Rogotin
- Stablina
- přístav Ploče
- Ploče